# Babenco: Alguém Tem que Ouvir o Coração e Dizer Parou
Babenco: Alguém Tem que Ouvir o Coração e Dizer Parou, (en castellano, Babenco: alguien tiene que escuchar el corazón y decir que se detuvo) es una película documental brasileña de 2019, dirigida por la actriz, directora y productora brasileña Bárbara Paz. La película se estrenó en el Festival Internacional de Cine de Venecia representando a Brasil en la sección "Venice Classics", venciendo en la categoría de "mejor documental". También ganó el premio de la crítica independiente "Bisato D'oro" en el mismo certamen. En Brasil, fue estrenada por la distribuidora Imovision en los cines, el 26 de noviembre de 2020.
El documental recoge los recuerdos y reflexiones del cineasta brasileño de origen argentino Héctor Babenco, fallecido en 2016.

## Reparto
| - Hector Babenco - Regina Braga - Willem Dafoe - Paulo José - Xuxa Lopes - Selton Mello | - Fernanda Montenegro - Bárbara Paz - Carmo Sodré - Fernanda Torres - Dráuzio Varella |

## Crítica
El agregador de reseñas Rotten Tomatoes, que ordena las calificaciones como positivas o negativas, otorga al documental un índice de aprobación del 80%, calculado en base a 5 reseñas de críticos. Waldemar Dalenogare Neto calificó el documental con 7/10 diciendo que es una "propuesta muy íntima y muy hermosa". Isabela Boscov dijo que es "impresionista y profundamente personal" y la incluyó como una de sus películas favoritas de 2020. En Variety, Guy Lodge la calificó como "elegante y conmovedora".

## Premios y nominaciones
- Concha de oro al mejor ocumental en el Festival Internacional de Cine de Mumbai/India (MIFF 2020)[9]
- Mejor Largometraje Documental Latinoamericano en el Festival Internacional de Cine de Viña del Mar/Chile (FICVIÑA 2020)[10]
- Mención especial en el Festival Internacional de Documentales de West Lake/China (IDF 2020)[11]
- Mejor Largometraje Documental en el Festival Internacional de Documentales de Guangzhou/China (GZDOC 2020)[12]

La "Academia Brasileira de Cinema" seleccionó la película, entre 19 largometrajes brasileños para representar a Brasil en el Óscar a la mejor película internacional en la 93.ª edición de los Premios Óscar, pero no fue nominada al premio.